# Noviercas
Noviercas település Spanyolországban, Soria tartományban. Noviercas Torrubia de Soria, Almenar de Soria, Pinilla del Campo, Hinojosa del Campo, Ólvega, Soria, Borobia és Ciria községekkel határos. Lakosainak száma 172 fő (2024).

## Népesség
A település népessége az elmúlt években az alábbi módon változott:
| Lakosok száma | 236  | 218  | 198  | 194  | 180  | 166  | 158  | 156  | 156  | 172  |
|               | 2001 | 2004 | 2007 | 2009 | 2012 | 2014 | 2017 | 2019 | 2022 | 2024 |